# Olivier de La Brosse
Olivier de La Brosse (1er janvier 1931 - 22 décembre 2009) est un religieux dominicain et écrivain français.

## Biographie
Après des études à Sciences Po, Olivier de La Brosse entré chez les Dominicains en 1952 et est ordonné prêtre en 1960.
Docteur en théologie, il enseigne la théologie à Rome. Il est conseiller culturel de l’ambassade de France près le Saint-Siège de 1968 à 1996 et dirige pendant la même période le Centre d'études Saint-Louis de France.
De retour en France, il devient porte-parole de la Conférence des évêques de France jusqu'en 1999.
Il assure la prédication des messes radiodiffuées sur France Culture entre juillet 1997 et janvier 2006.

## Œuvres
- Le Pape et le Concile. La comparaison de leurs pouvoirs à la veille de la Réforme, Ed. du Cerf, coll. Unam Sanctam, Paris, 1965.
- Le Cardinal Suhard, 1965
- Dictionnaire de la foi chrétienne (dir.), 1968.
- Le Père Chenu. La liberté dans la foi, Ed. du Cerf, Paris, 1969
- Visages de Rome, (dir.) Ed. du Cerf, Paris, 1976 —  Prix Véga et Lods de Wegmann de l’Académie française
- Regards français sur Rome, 1985
- Chronologie universelle. Église et Culture occidentale, Hachette, Paris, 1987  — Prix M. et Mme Louis-Marin de l’Académie française 1988.
- Dictionnaire des mots de la foi chrétienne, Ed. du Cerf, Paris, 1992
- La France et le Saint Siège’', 1995